# Магда Євген Валерійович
Євген Магда (нар. 11 листопада 1974, Київ — український політолог, історик, журналіст, директор Інституту світової політики. Один зі спікерів Форуму Вільних Держав Постросії.

## Освіта
1996 року закінчив з відзнакою Історичний факультет Київського національного університету імені Тараса Шевченка. 2006 у Інституті світової економіки і міжнародних відносин захистив дисертацію кандидата політичних наук.

## Кар'єра
У 1996—2001 та 2007—2010 роках — асистент кафедри нової та новітньої історії зарубіжних країн історичного факультету КНУ імені Тараса Шевченка.
З 2012 є викладачем у НТУУ КПІ, де станом на весну 2021 читає курси «Національні бренди», «Фейки: виявлення та протидія» та «Професійна комунікація»..
Був виконавчим директором Центру суспільних відносин.
З грудня 2017 є директором Інституту світової політики.
Член (один з 14) Громадської ради при Міністерстві закордонних справ України. Член Спілки журналістів України.

## Суспільне визнання
Євген Магда посів 7 місце у рейтингу Топ-50 політичних експертів і аналітиків України створеного виданням Коментарі шляхом голосування експертів (один голос — 2 бали) і інших користувачів (один голос = 1 бал) проведеного у травні-червні 2020
Фейсбук сторінка Євгена Магди має 20 тисяч підписників (це не рахуючи друзів)

## Книги[11]
- Гібридна війна: вижити і перемогти (2015)
- Ігри відображень: якою Україну бачить світ (2016, спільно з Тетяною Водотикою)[2]
- Гібридна агресія Росії: уроки для Європи (2017)
- Шостий. Спогади про майбутнє (2017)

## Цікаві факти
- 1 березня 2019 Президент Білорусі Олександр Лукашенко проводив щорічну велику зустріч з представниками громадськості, експертного співтовариства, білоруських і зарубіжних ЗМІ і журналіст Зьміцєр Лукашук під час неї подарував Лукашенку книгу Євгена Магди «Гібридна агресія Росії: уроки для Європи» і той її прийняв і в прямому етері фактично прорекламував її, що було курйозним зважаючи на те, що Лукашенко — один з двох лідерів Союзної держави Росії і Білорусі, а книга — антиросійська.[12].
- 30 червня 2019 Євген Магда написав на своїй фейсбук сторінці про те, що працюючи асистентом викладача в КНУ десь між 2000 і 2009 роками вилучив під час іспиту з історії США у 1861—1918 роках у однієї зі студенток шпаргалку довжиною 180 см.[13][14]. Після цього про цей факт написало багато українських видань, зокрема, УНІАН[15], Новое Время[16], Корреспондент[17], Вечірній Київ[18], Українська Правда[19], Главком[20], а також російські засоби мас медія L!fe (медіа)[21], і Lenta.ru[22], і навіть британська газета The Daily Mail.[23]